# La Torre dels Flares
La Torre dels Flares (també anomenada la Torre de Cerdà i oficialment Torre Cerdà) és una localitat del municipi de Canals situada al nord de la vila, vora Cerdà. L'any 2023 tenia 75 habitants (INE).
La localitat compta amb una església del segle xviii dedicada a la Mare de Déu de l'Encarnació, dependent de la parròquia de Cerdà. Les festes patronals de la Torre, en juliol, són en honor de la Mare de Déu del Carme.

## Història

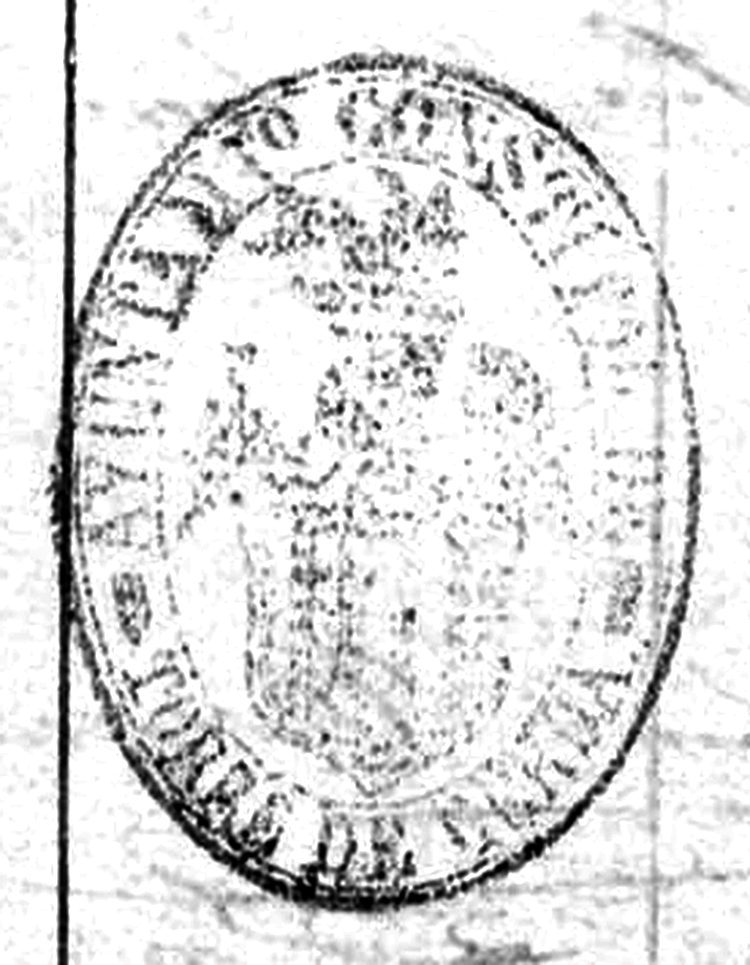
Segell de l'antic Ajuntament de la Torre de Cerdà en 1857

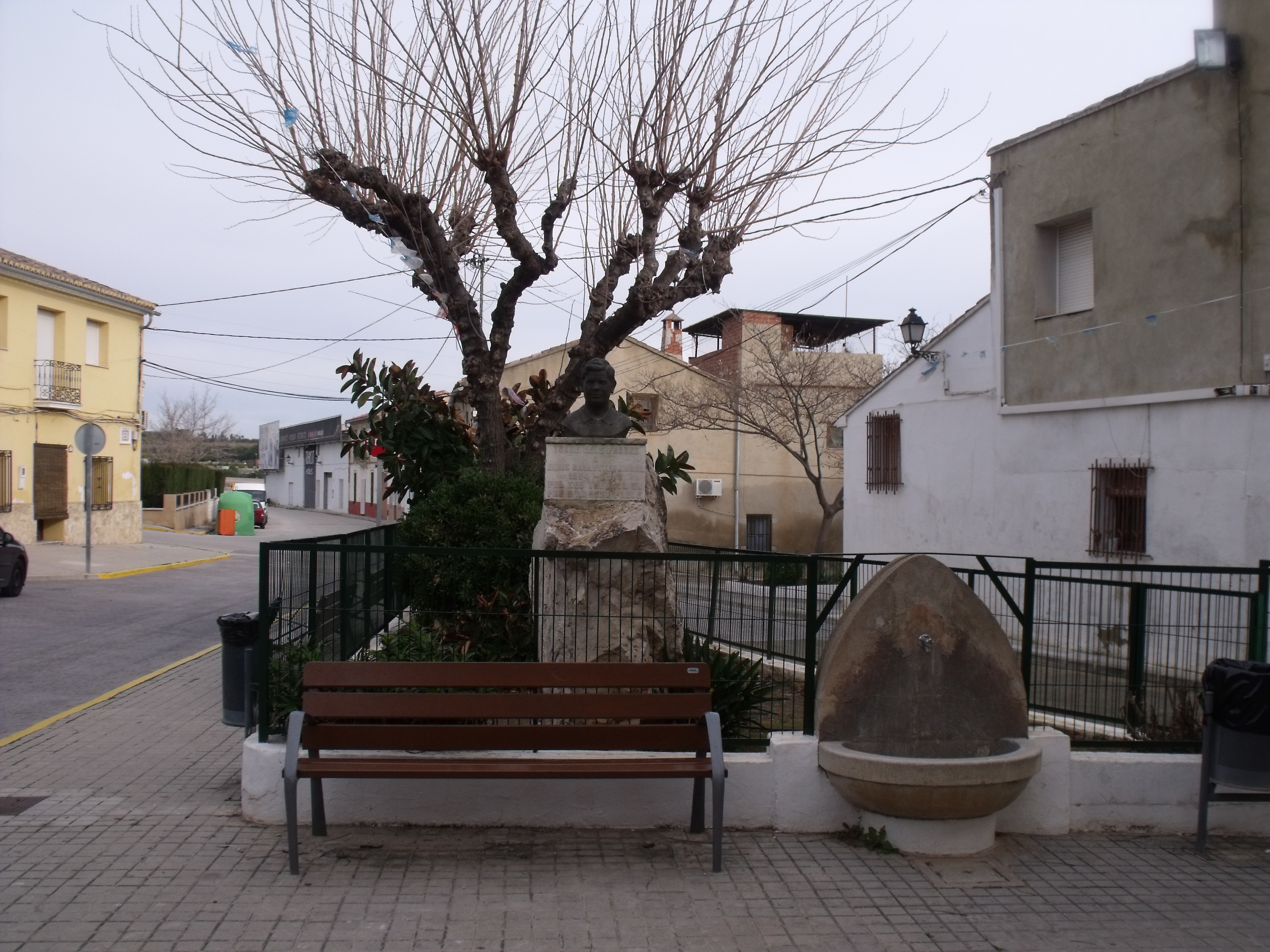
Monument a la plaça de la Pau dedicat a Enric Ballester Nadal, alcalde pedani

La primera referència documental a la població data de 1298, quan Alonso Pérez, alcaid del castell de Múrcia, juntament amb la seua esposa Maria, vengueren el lloc, conegut aleshores com Benitaro, Benitoro, Benicoro o el Toro, al general dels frares mercedaris del convent de Sant Miquel de Xàtiva, Pedro Amerio, per 3.200 sous. Aquest fet motivà el topònim actual de la Torre dels Flares, tot i que també va conviure amb el de la Torre dels Cristians, ja que es tractava de l'únic lloc de la contornada habitat no per moriscos, sinó per cristians vells. Tanmateix, després de l'expulsió d'aquells, la Torre va quedar semidespoblada, ja que els habitants van preferir anar-se'n a repoblar altres despoblats.
La Torre fou venuda pels frares de la Mercé l'any 1740 al llavors regidor de Xàtiva (anomenada en aquella època San Felipe), Lluís Cerdà i Rotlà, que també era senyor de Cerdà i Aiacor. Des d'aquell moment la població va passar a ser coneguda com la Torre de Cerdà, bé que el nom popular ha seguit sent el de la Torre dels Frares. Més tard, en morir el fill de Lluís Cerdà, Francesc, l'any 1770, el lloc va passar, junt amb la resta dels béns del vincle establit per ell mateix, a Antoni Teixidor, marqués de Montortal.
El municipi fou incorporat al d'Aiacor, degut a les seues petites dimensions i escassa població, per reial ordre del 15 d'octubre de 1877. La unió a Aiacor en lloc de Cerdà, segons Alfons Vila, fou motivada per la por a ser-hi «absorbits» a causa de la major proximitat entre els nuclis. Junt amb Aiacor, va passar a ser annex de Canals el 30 de novembre de 1879, tot i les protestes de l'Ajuntament de l'Alcúdia de Crespins, que denunciava no haver sigut avisada del procediment.

## Demografia
| 223 | 269 | 269 | 204 | 61 | 75 | 180 | 132 | 76 | 75 |
| 1842, 1888-: població de dret; 1857-1860 població de fet. Les dades poblacionals fins al 1860 reflecteixen les del municipi de Torre Cerdà, incorporat al d'Aiacor el 1856 i novament, dins d'ell, al de Canals el 1879. |     |     |     |    |    |     |     |    |    |